# Total Direct Énergie – sezóna 2020
Cyklistický tým Total Direct Energie navazuje na své cyklistické úspěchy, který získal od roku 1984, jako amatérský tým Système U a od roku 2000 jako profesionální tým Bonjour.

## Příprava sezóny 2019

### Sponzoři
- Total – nadnárodní francouzská společnost zaměřená na zpracování ropy[1]
- La Vendée – department ve Francii[2]
- Wilier Triestina – italský výrobce kol[3]
- Toyota – výrobce automobilů[4]
- Fleury Michon – dodavatel potravin[5]
- ADM VALUE – poskytovatel telefonních služeb[6]
- Pays de la Loire – region ve Francii[7]
- Primeo Energie – dodavatel energií[8]
- Nalini – výrobce sportovní dresů[9]
- Fast Forward Wheels – výrobce zapletených kol pro cyklistiku[10]
- Air France – letecká společnost[11]
- Finish Line – výrobce mazacích a čisticích prostředků[12]
- Giro Sport Design – výrobce ochranných přileb pro cyklistiku[13]
- Hutchinson – výrobce galusek, plášťů[14]
- INTERSPORT Switzerland AG – celosvětový prodejce sportovního oblečení a vybavení[15]
- Kontakt ProSport – výrobce pomůcek pro sportovní regeneraci[16]
- Ultimum – výrobce potravinových doplňků pro sport[17]
- LOOK Cycle – výrobce cyklistických pedálů[18]
- MX3 – výrobce sportovní výživy[19]
- Prologo – výrobce cyklistických sedel[20]
- ROKA – výrobce sportovních brýlí[21]
- St-Yorre – producent minerálních vod[22]
- Tacx – výrobce tréninkových kol, doplňků pro cyklistiku[23]
- VENTURA SOCKS – výrobce ponožek[24]
- LE CLUB DES PARTENAIRES S.A. VENDÉE CYCLISME – sportovní společnost[25]

### Změny v týmu

#### Příchod
Do týmu přišlo 9 nových závodníků.
| Závodník                 | Příchod z týmu (sezona 2019)     |
| ------------------------ | -------------------------------- |
| Julien Simon (FRA)       | Cofidis Solutions Crédits        |
| Lorrenzo Manzin (FRA)    | Vital Concept - B&B Hotels       |
| Dries Van Gestel (BEL)   | Sport Vlaanderen - Baloise       |
| Geoffrey Soupe (FRA)     | Cofidis Solutions Crédits        |
| Leonardo Bonifazio (ITA) | Sangemini - Trevigiani - MG.Kvis |
| Valentin Ferron (FRA)    |                                  |
| Jeremy Cabot (FRA)       |                                  |
| Florian Maitre (FRA)     |                                  |
| Marlon Gaillard (FRA)    |                                  |

#### Odchod
Z týmu odešlo 6 závodníků, z toho 5 ukončilo sportovní kariéru.
| Závodník               | Přechod do týmu (sezona 2020) |
| ---------------------- | ----------------------------- |
| Thomas Boudat (FRA)    | Arkéa Samsic                  |
| Yohann Gène (FRA)      | Retired (2019-12-31)          |
| Angélo Tulik (FRA)     | Retired (2019-12-31)          |
| Perrig Quéméneur (FRA) | Retired (2019-12-31)          |
| Bryan Nauleau (FRA)    | Retired (2019-12-31)          |
| Axel Journiaux (FRA)   | Retired (2019-12-31)          |

## Tým

### Závodní tým
| Seznam členů týmu        | Seznam členů týmu      | Seznam členů týmu | Seznam členů týmu                |
| Závodník                 | Datum narození         | Země              | Předchozí tým                    |
| ------------------------ | ---------------------- | ----------------- | -------------------------------- |
| Niccolò Bonifazio (ITA)  | 29. říjen 1983 (26)    | Itálie (ITA)      | Total Direct Energie             |
| Leonardo Bonifazio (ITA) | 20. březen 1981 (28)   | Itálie (ITA)      | Sangemini - Trevigiani - MG.Kvis |
| Mathieu Burgaudeau (FRA) | 17. listopad 1998 (21) | Francie (FRA)     | Total Direct Energie             |
| Jérémy Cabot (FRA)       | 24. červenec 1991 (28) | Francie (FRA)     | neuvedeno                        |
| Lilian Calmejane (FRA)   | 6. prosinec 1992 (27)  | Francie (FRA)     | Total Direct Energie             |
| Romain Cardis (FRA)      | 12. srpen 1992 (27)    | Francie (FRA)     | Total Direct Energie             |
| Jérôme Cousin (ITA)      | 5. červen 1989 (30)    | Francie (FRA)     | Total Direct Energie             |
| Valentin Ferron (FRA)    | 8. únor 1998 (21)      | Francie (FRA)     | Total Direct Energie             |
| Marlon Gaillard (FRA)    | 9. květen 1996 (23)    | Francie (FRA)     | neuvedeno                        |
| Damien Gaudin (ITA)      | 20. srpen 1986 (33)    | Francie (FRA)     | Total Direct Energie             |
| Fabien Grellier (FRA)    | 31. říjen 1994 (25)    | Francie (FRA)     | Total Direct Energie             |
| Jonathan Hivert (FRA)    | 23. březen 1985 (34)   | Francie (FRA)     | Total Direct Energie             |
| Pim Ligthartt (NLD)      | 16. červen 1988 (31)   | Francie (FRA)     | Total Direct Energie             |
| Florian Maitre (FRA)     | 3. září 1996 (23)      | Francie (FRA)     | neuvedeno                        |
| Lorrenzo Manzin (FRA)    | 26. červenec 1994 (25) | Francie (FRA)     | Vital Concept Cycling Club       |
| Paul Ourselin (FRA)      | 13. duben 1994 (25)    | Francie (FRA)     | Total Direct Energie             |
| Adrien Petit (FRA)       | 26. září 1990 (29)     | Francie (FRA)     | Total Direct Energie             |
| Simon Sellier (FRA)      | 4. leden 1995 (25)     | Francie (FRA)     | Total Direct Energie             |
| Romain Sicard (FRA)      | 1. leden 1988 (32)     | Francie (FRA)     | Total Direct Energie             |
| Julien Simont (FRA)      | 4. říjen 1985 (34)     | Francie (FRA)     | Total Direct Energie             |
| Geoffrey Soupe (FRA)     | 22. březen 1988 (31)   | Francie (FRA)     | Cofidis Solutions Crédits        |
| Rein Taaramäe (EST)      | 24. duben 1987 (32)    | Estonsko (EST)    | Total Direct Energie             |
| Niki Terpstra (NLD)      | 18. květen 1984 (35)   | Nizozemsko (NLD)  | Total Direct Energie             |
| Anthony Turgis (FRA)     | 16. květen 1994 (25)   | Francie (FRA)     | Total Direct Energie             |
| Dries Van Gestel (BEL)   | 30. září 1994 (25)     | Belgie (BEL)      | Total Direct Energie             |

### Manažer a sportovní ředitelé
| Pozice             | Jméno                | poznámka     |
| ------------------ | -------------------- | ------------ |
| manažer týmu       | Jean-René Bernaudeau | od roku 2005 |
| sportovní ředitelé | Lylian Lebreton      | od roku 2014 |
| sportovní ředitelé | Dominique Arnould    | od roku 2005 |
| sportovní ředitelé | Benoît Genauzeau     | od roku 2014 |
| sportovní ředitelé | Thibaut Macé         | od roku 2017 |

### Pomocný personál
| Pozice                  | Členové |
| ----------------------- | --- |
| Sportovní asistenti (7) | Alexandre Bousseau, Blaise Chauvière, Mathieu Claude, Valentin Gaudin, Rony Martias, Yannick Rebouilleau, Johan Molly                                                              |
| Mechanici (7)           | Olivier Bouhet, Vincent Bricheteau, Kevin Cherruault, Arnaud Labbe, Vincent Poulain, Nicolas Sourice, Kévin Desmedt                                                                |
| Lékaři (5)              | lékaři: Hubert Long, Louis Noisette ortopedi: Claude Legall, Thierry Pouget, Marc Rousseau                                                                                         |
| Kuchaři (3)             | Luc Bousseau, Patrick Laine, Christophe Pajaud |
| Administrativa (7)      | právník: Philippe Senmartin logistika: Hervé Bernaudeau, Nathalie Drillaud asistent: Ludivine You účetní: Anne-Marie Roy manažer: Corinne Souchet asistent manažera: Alice Paillat |
| Trenéři (2)             | silový trenér: Maxime Robin trenér: Alexis Loiseau |
| Komunikace (5)          | se sponzory: Martin Bertran, Marjorie Naudin video: Maxime Muller web: Dominique Lowe catering: Louise Nadobny                                                                     |

## Výsledky, vítězství a statistiky
Celkový výsledková listina účasti na závodech v roce 2020.

### Vítězství
Jsou uváděna jen vítězství.
|    | Datum      | Závod                     | Země           | Třída | Závodník                | Umístění       |
| -- | ---------- | ------------------------- | -------------- | ----- | ----------------------- | -------------- |
| 1. | 26. leden  | La Tropicale Amissa Bongo | Gabon          | 2.1   | Lorrenzo Manzin (FRA)   | vítěz 7. etapy |
| 2. | 5. únor    | Kolem Saúdské Arábie      | Saúdská Arábie | 2.1   | Niccolò Bonifazio (ITA) | vítěz 2. etapy |
| 3. | 12. březen | Paříž–Nice                | Francie        | 2.UWT | Niccolò Bonifazio (ITA) | vítěz 5. etapy |

### Výsledky na hlavních závodech
Následující tabulky prezentují výsledky týmu v hlavních závodech mezinárodního cyklistického kalendáře (pět hlavních klasik a tři grand tour).

#### Klasiky
| Klasika            | Milan-San Remo   | Tour des Flandres | Paris-Roubaix   | Liège-Bastogne-Liège       | Tour de Lombardie |
| ------------------ | ---------------- | ----------------- | --------------- | -------------------------- | ----------------- |
| česky název        | Milán – San Remo | Kolem Flander     | Paříž – Roubaix | Lutych – Bastogne – Lutych | Giro di Lombardia |
| termín pořádání    | 21. březen       | 5. duben          | 12. duben       | 26. duben                  | 10. říjen         |
| závodník, umístění |                  |                   |                 |                            |                   |

#### Závody Grand Tour

##### Giro d'Italia
Dne 5. prosince 2019 bylo oznámeno, že se tým nebude účastnit závodu Giro d'Italia 2020. Důvodem jsou omezené kapacity 24členného týmu.

##### Tour de France (individuální a týmové výsledky)
| Tour de France   | Tour de France | Tour de France                         | Tour de France              | Tour de France              | Tour de France              | Tour de France              | Tour de France                       | Tour de France                       | Tour de France                       | Tour de France                       | Tour de France | Tour de France | Tour de France |
| etapa            | datum          | start – cíl                            | individuální pořadí v etapě | individuální pořadí v etapě | individuální pořadí v etapě | individuální pořadí v etapě | celkové individuální pořadí v závodě | celkové individuální pořadí v závodě | celkové individuální pořadí v závodě | celkové individuální pořadí v závodě | umístění týmu  | umístění týmu  | umístění týmu  |
| etapa            | datum          | start – cíl                            | závodník                    | p.                          | čas 1.                      | čas na 1.                   | závodník                             | p.                                   | čas 1.                               | čas na 1.                            | p.             | čas 1.         | čas na 1.      |
| ---------------- | -------------- | -------------------------------------- | --------------------------- | --------------------------- | --------------------------- | --------------------------- | ------------------------------------ | ------------------------------------ | ------------------------------------ | ------------------------------------ | -------------- | -------------- | -------------- |
| 1.               | 27. červen     | Nice Moyen Pays – Nice                 |                             |                             |                             |                             |                                      |                                      |                                      |                                      |                |                |                |
| 2.               | 28. červen     | Nice Haut Pays – Nice                  |                             |                             |                             |                             |                                      |                                      |                                      |                                      |                |                |                |
| 3.               | 29. červen     | Nice – Sisteron                        |                             |                             |                             |                             |                                      |                                      |                                      |                                      |                |                |                |
| 4.               | 30. červen     | Sisteron – Orciéres-Merlette           |                             |                             |                             |                             |                                      |                                      |                                      |                                      |                |                |                |
| 5.               | 1. červenec    | Gap – Privas                           |                             |                             |                             |                             |                                      |                                      |                                      |                                      |                |                |                |
| 6.               | 2. červenec    | Le Teil – Mont Aigoual                 |                             |                             |                             |                             |                                      |                                      |                                      |                                      |                |                |                |
| 7.               | 3. červenec    | Millau – Lavaur                        |                             |                             |                             |                             |                                      |                                      |                                      |                                      |                |                |                |
| 8.               | 4. červenec    | Cazéres-sur-Garonne – Loudenvielle     |                             |                             |                             |                             |                                      |                                      |                                      |                                      |                |                |                |
| 9.               | 5. červenec    | Pau – Laruns                           |                             |                             |                             |                             |                                      |                                      |                                      |                                      |                |                |                |
| 10.              | 7. červenec    | Ile d'Oléron – Ile de Ré               |                             |                             |                             |                             |                                      |                                      |                                      |                                      |                |                |                |
| 11.              | 8. červenec    | Chatellaillon-Plage – Poitiers         |                             |                             |                             |                             |                                      |                                      |                                      |                                      |                |                |                |
| 12.              | 9. červenec    | Chauvigny – Sarran Corréze             |                             |                             |                             |                             |                                      |                                      |                                      |                                      |                |                |                |
| 13.              | 10. červenec   | Chatel-Guyon – Puy Mary Cantal         |                             |                             |                             |                             |                                      |                                      |                                      |                                      |                |                |                |
| 14.              | 11. červenec   | Clermont-Ferrand – Lyon                |                             |                             |                             |                             |                                      |                                      |                                      |                                      |                |                |                |
| 15.              | 12. červenec   | Lyon – Grand Colombier                 |                             |                             |                             |                             |                                      |                                      |                                      |                                      |                |                |                |
| 16.              | 14. červenec   | La Tour-du-Pin – Villard-de-Lans       |                             |                             |                             |                             |                                      |                                      |                                      |                                      |                |                |                |
| 17.              | 15. červenec   | Grenoble – Méribel col de la Loze      |                             |                             |                             |                             |                                      |                                      |                                      |                                      |                |                |                |
| 18.              | 16. červenec   | Méribel – La Roche-sur-Foron           |                             |                             |                             |                             |                                      |                                      |                                      |                                      |                |                |                |
| 19.              | 17. červenec   | Bourg-en-Bresse – Champagnole          |                             |                             |                             |                             |                                      |                                      |                                      |                                      |                |                |                |
| 20.              | 18. červenec   | Lure – La Planche des Belles Filles    |                             |                             |                             |                             |                                      |                                      |                                      |                                      |                |                |                |
| 21.              | 19. červenec   | Mantes-la-Jolie – Paříž Champs-Elysées |                             |                             |                             |                             |                                      |                                      |                                      |                                      |                |                |                |
| Celkové umístění |                |                                        |                             |                             |                             |                             |                                      |                                      |                                      |                                      |                |                |                |

##### Tour de France (etapy)
- 1. etapa:
- 3. etapa:
- 4. etapa:
- 5. etapa:
- 6. etapa:
- 7: etapa:
- 8. etapa:
- 9. etapa:
- 10. etapa:
- 11. etapa:
- 12. etapa:
- 14. etapa:
- 15. etapa:
- 16. etapa:
- 17. etapa:
- 21. etapa: